# Norddal
Norddal és un municipi situat al comtat de Møre og Romsdal, Noruega. Té 1.652 habitants (2016) i té una superfície de 943.54 km². El centre administratiu del municipi és el poble de 	Sylte.